# San Diego (Schiff, 2012)
Die USS San Diego (LPD-22) ist ein Amphibious Transport Dock der San-Antonio-Klasse der United States Navy. Sie wurde nach der Stadt San Diego, Kalifornien benannt.

## Geschichte
LPD-22 wurde 2006 als sechstes Schiff seiner Klasse in Auftrag gegeben. Der Bauauftrag ging an den Konzern Northrop Grumman, der das Schiff in seiner Werft Ingalls Shipbuilding bauen ließ. Auf Kiel gelegt wurde die San Diego am 23. Mai 2007. Damit war sie das erste Schiff der Klasse, das nach den Zerstörungen von Hurrikan Katrina auf Kiel gelegt wurde, der die Werften von Northrop Grumman an der Golfküste schwer getroffen hatte. Nach fast drei Jahren, am 7. Mai 2010, lief das Schiff vom Stapel. Die Taufe fand am 12. Juni 2010 statt, Taufpatin war Linda Winter, die Ehefrau des ehemaligen United States Secretary of the Navy, Donald C. Winter.
Am 1. Oktober 2011 wurde bekanntgegeben, dass alle Waffen-, Antriebs- und sonstigen Tests erfolgreich abgeschlossen wurden, im Dezember wurde die San Diego an die Navy übergeben. Im März 2012 verließ das Schiff die Bauwerft in Richtung San Diego, wo es am 19. Mai 2012 in Dienst gestellt wurde.